# Jaime Ordiales
José Jaime Ordiales Domínguez (ur. 23 grudnia 1962 w mieście Meksyk) – były meksykański piłkarz grający na pozycji środkowego pomocnika, trener piłkarski, menedżer sportowy.

## Kariera klubowa
Pierwszym klubem Ordialesa w karierze była Necaxa Aguascalientes. W 1982 roku zadebiutował w jej barwach w meksykańskiej Primera División. Jego pobyt w Necaxie trwał trzy lata i następnym klubem zawodnika było Deportivo Neza. W 1987 roku odszedł stamtąd do stołecznego Cruz Azul. Tam grał w latach 1987-1989. Następnie Jaime trafił do Chivas Guadalajara. Piłkarzem Chivas był przez trzy sezony, a potem przez sezon 1992/1993 był piłkarzem Puebla FC. Kolejne dwa lata kariery Ordialesa to gra w drużynie Tecos UAG z Guadalajary, z którą w 1994 roku został mistrzem Meksyku, a w 1995 roku wywalczył Złoty Puchar CONCACAF. Po osiągnięciu tego drugiego sukcesu odszedł do Club León, ale już rok później został graczem Deportivo Toluca. Do Leónu wrócił w 1998 roku by na początku 2002 roku podpisać kontrakt z drużyną Chivas La Piedad. Pół roku później Ordiales znalazł się w kadrze CF Pachuca, ale w 2003 roku postanowił zakończyć piłkarską karierę. Liczył sobie wówczas 41 lat.
| Sezon   | Klub                  | Kraj   | Rozgrywki        | Mecze | Bramki |
| ------- | --------------------- | ------ | ---------------- | ----- | ------ |
| 1982/83 | Necaxa Aguascalientes | Meksyk | Primera División | 13    | 1      |
| 1983/84 | Necaxa Aguascalientes | Meksyk | Primera División | 21    | 0      |
| 1984/85 | Necaxa Aguascalientes | Meksyk | Primera División | 24    | 0      |
| 1985/86 | Deportivo Neza        | Meksyk | Primera División | 25    | 7      |
| 1986/87 | Deportivo Neza        | Meksyk | Primera División | 27    | 6      |
| 1987/88 | Cruz Azul             | Meksyk | Primera División | 37    | 9      |
| 1988/89 | Cruz Azul             | Meksyk | Primera División | 16    | 0      |
| 1989/90 | Chivas Guadalajara    | Meksyk | Primera División | 25    | 0      |
| 1990/91 | Chivas Guadalajara    | Meksyk | Primera División | 38    | 1      |
| 1991/92 | Chivas Guadalajara    | Meksyk | Primera División | 38    | 3      |
| 1992/93 | Puebla FC             | Meksyk | Primera División | 21    | 1      |
| 1993/94 | Tecos UAG             | Meksyk | Primera División | 35    | 1      |
| 1994/95 | Tecos UAG             | Meksyk | Primera División | 39    | 2      |
| 1995/96 | Club León             | Meksyk | Primera División | 32    | 3      |
| 1996/97 | Deportivo Toluca      | Meksyk | Primera División | 14    | 1      |
| 1997/98 | Deportivo Toluca      | Meksyk | Primera División | 28    | 1      |
| 1998/99 | Club León             | Meksyk | Primera División | 29    | 3      |
| 1999/00 | Club León             | Meksyk | Primera División | 32    | 1      |
| 2000/01 | Club León             | Meksyk | Primera División | 34    | 1      |
| 2001/02 | Club León             | Meksyk | Primera División | 12    | 1      |
| 2001/02 | C.F. La Piedad        | Meksyk | Primera División | 18    | 0      |
| 2002/03 | CF Pachuca            | Meksyk | Primera División | 5     | 0      |

## Kariera reprezentacyjna
W reprezentacji Meksyku Ordiales zadebiutował 20 listopada 1991 roku w zremisowanym 1:1 towarzyskim spotkaniu z Urugwajem. W 1998 roku został powołany przez selekcjonera Manuela Lapuente do kadry na Mistrzostwa Świata we Francji. Tam wystąpił we dwóch grupowych spotkaniach: wygranym 3:1 z Koreą Południową i zremisowanym 2:2 z Belgią. W kadrze Meksyku w latach 1991-1998 rozegrał 21 meczów i zdobył 2 gole.